# Альфред ван дер Смиссен
Барон Альфред Луи Адольф Грейвз ван дер Смиссен (фр. Alfred van der Smissen; 1 февраля 1823, Брюссель — 16 июня 1895, там же) — бельгийский военачальник, дивизионный генерал.

## Биография
Сын наполеоновского генерала-артиллериста, участника Битвы при Ватерлоо. В 1843 году вступил в бельгийскую армию . Служил с составе французского Иностранного легиона в качестве капитана. Участвовал в подавлении восстания кабилов в Алжире (1851).
В 1864 году в чине полковника-командира бельгийского добровольческого контингента, насчитывающего около 2000 человек, сопровождал эрцгерцога Максимилиана Австрийского и его жену Шарлотту, дочь бельгийского короля, в Мексику. Его подразделение понесло большие потери на начальном этапе англо-франко-испанской интервенции в Мексику.
По возвращении в Бельгию барон ван дер Смиссен с 1870 по 1875 год был командиром 1-го гренадерского полка, опекуном которого был бельгийский король. Затем командовал 6-й (1875) и 9-й (1875—1877) пехотными бригадами.
В 1877—1882 годах — командир 4-й пехотной дивизией.
Внёс решающий вклад в подавлении восстания рабочих в Бельгии в 1886 году.
Автор труда «Le service personnel et la loi militaire» (Брюссель, 1887), в котором отстаивал всеобщую воинскую повинность и «Souvenirs de Mexique» (Брюссель, 1894).
По слухам, в 1866 году Шарлотта, жена императора Максимилиана I встречалась с Альфредом ван дер Смиссеном, результатом их связи стало рождение Максима Вейгана. Сам Вейган, в будущем французский генерал, военный деятель, отказался подтвердить или опровергнуть эту информацию.

## Награды
- Великий офицер Ордена Леопольда I
- Военный крест (Бельгия)
- Командор Ордена Почётного легиона
- Орден Короны (Пруссия)
- Орден Красного орла 1 степени с бриллиантами
- Орден Карлоса III
- Орден Святой Анны 1 степени с бриллиантами
- Орден Дома Гогенцоллернов
- Ависский орден
- Орден Золотого льва Нассау
- Орден Льва и Солнца
- Орден Меджидие
- Австрийский орден Леопольда
- Орден Гуадалупе (Мексика)
- Орден мексиканского орла
- Памятная медаль за кампанию в Мексике